# غاري جيلمور
غاري جيلمور (بالإنجليزية: Gary Gilmore) هو مجرم أمريكي، ولد في 4 ديسمبر 1940 في ماكامي في الولايات المتحدة، وتوفي في 17 يناير 1977 في درابر في الولايات المتحدة بسبب إعدام رميا بالرصاص.

## وصلات خارجية
- غاري جيلمور على موقع IMDb (الإنجليزية)
- غاري جيلمور على موقع الموسوعة البريطانية (الإنجليزية)
- غاري جيلمور على موقع ميوزك برينز (الإنجليزية)
- غاري جيلمور على موقع إن إن دي بي (الإنجليزية)
- غاري جيلمور على موقع ديسكوغز (الإنجليزية)